# Forte de Nossa Senhora da Luz (Praia da Vitória)

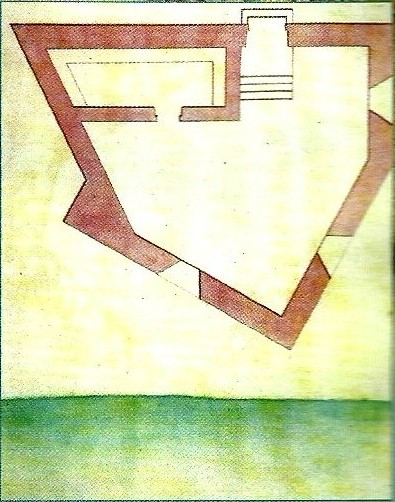
Forte de Nossa Senhora da Luz (Francisco Xavier Machado, 1772, ANTT.)

O Forte de Nossa Senhora da Luz, também referido como Forte da Luz e como Forte da Alfândega localizava-se junto ao Largo José Silvestre Ribeiro, na freguesia de Santa Cruz, no concelho da Praia da Vitória, na ilha Terceira, nos Açores.
Em posição dominante sobre este trecho do litoral, constituiu-se em uma fortificação destinada à defesa deste ancoradouro e do antigo canal de acesso ao Paul, contra os ataques de piratas e corsários, outrora frequentes nesta região do oceano Atlântico. Cruzava fogos com o Forte das Chagas e com o Forte de Santa Cruz (Forte do  Porto).

## História
A sua primitiva estrutura remonta a cerca de 1490, segundo plano de Pedro Anes Rebelo. Em 1579, o corregedor dos Açores, Ciprião de Figueiredo e Vasconcelos, determinou que a Câmara da Praia melhorasse o baluarte que estava junto ao primitivo Mosteiro da Luz. Este primitivo mosteiro havia sido erguido entre 1480 e 1490, por iniciativa do segundo capitão-donatário da Praia e principal responsável pelo amuramento da vila, Antão Martins Homem, o que leva a crer que a construção deste forte seja coeva à da própria muralha da Praia.
Esse raciocínio é corroborado por Gaspar Frutuoso, quando em sua descrição da baía da Praia cerca de 1590, refere que, partindo "do porto da vila, correndo o areal um bom tiro de besta, estão as duas fortalezas velhas, que se fizeram quando se amurou a vila." E acrescenta: "Está a vila da Praia... cercada de boa muralha, com seus fortes e baluartes toda em redondo".
MELO (1994), com base em DRUMMOND (1981) repete que a sua construção remonta a 1576, junto com os onze fortes da baía da Praia, por determinação do corregedor dos Açores, Ciprião de Figueiredo e Vasconcelos,  conforme o plano de defesa da ilha elaborado por Tommaso Benedetto.
O padre António Cordeiro, em 1717, especificou: "A vila é cercada de muralha com quatro baluartes e quatro portas, a do Porto, a do Rossio, a de Nossa Senhora dos Remédios e a das Chagas."
No contexto da Guerra da Sucessão Espanhola (1702-1714) encontra-se referido como "O Forte de Nossa Senhora." na relação "Fortificações nos Açores existentes em 1710".
Com a instalação da Capitania Geral dos Açores, o seu estado foi assim reportado em 1767:
"26º - Forte de Nossa Senhora da Luz. Tem tres canhoneiras e tres peças de ferro esfuguenadas e os seus reparos bons, precisa para guarnecer-se tres artilheiros e doze auxiliares."
Encontra-se referido como "Forte de N. Sa. da Luz" no relatório "Revista dos fortes e redutos da ilha Terceira", do capitão de Infantaria Francisco Xavier Machado (1772), representado com planta pentagonal irregular com os muros rasgados por três canhoneiras pelo lado do mar, e dependências de serviço no terrapleno pelo lado de terra.
Encontra-se referido como "25. Forte de N.ª S. da Lus junto a mesma V.ª [da Praia]" no relatório "Revista aos fortes que defendem a costa da ilha Terceira", do Ajudante de Ordens Manoel Correa Branco (1776), que lhe aponta os reparos necessários: "Ade mister rachado, goarnecido, e rebocado, tarimba , e porta na d.ª caza.
"
Encontra-se assinalado como "7 Forte da Luz" na "Planta da Bahia da Villa da Praia" (1805), e, no mesmo período, dele existe alçado e planta, com o título "Forte de N.ª Snr.ª da Luz", de autoria do sargento-mor do Real Corpo de Engenheiros, José Rodrigo de Almeida (1806).
A defesa da baía da Praia em 1829, privilegiou a construção de trincheiras diante do areal onde se presumia viesse a ocorrer o desembarque das forças absolutistas, pelo que à época o Forte da Luz se encontrava desartilhado.
As suas dependências foram utilizadas como residência pelas famílias dos soldados ali destacados. Em 1851 ali vivia o soldado veterano Francisco Joze Cardoso, casado com Victorina Roza Ignacia, falecida a 10 de agosto daquele mesmo ano.
A "Relação" do marechal de campo Barão de Bastos em 1862 informa que se encontrava em bom estado.
Em finais do século XIX, este forte já estava completamente inutilizado, não tendo chegado até aos nossos dias.

## Características
Do tipo abaluartado, apresentava planta pentagonal irregular, constituindo-se numa plataforma lajeada sobre um embasamento elevado. Na muralha rasgavam-se três canhoneiras. Adossadas à gola encontrava-se a edificação para Quartel da Tropa e Casa da Palamenta. Era acedido por uma rampa pelo lado de terra.